# Marcelo Torres

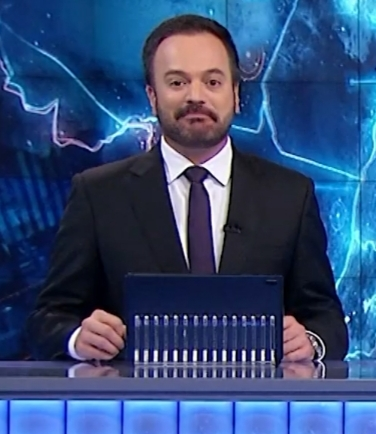
Marcelo Torres, 2022.

Marcelo Torres (* 10. Juni 1975 in Andradas, Minas Gerais, Brasilien) ist ein brasilianischer Journalist und Fernsehmoderator.

## Biografie
Marcelo Torres schloss 1996 ein Journalismusstudium an der Universidade Estadual Paulista (Unesp) in Bauru, São Paulo ab. Er begann bereits während seines Studiums als Journalist zu arbeiten. Von 1997 bis 1998 arbeitete er zunächst als Reporter für das  Jornal da Cidade, seit Anfang 1998 auch als Reporter für TV Globo Oeste Paulista, Jornal Nacional in Sorocaba und Belo Horizonte. 2003 absolvierte Torres einen Master-Studiengang in Journalismus an der University of Westminster. In London war er sodann anderthalb Jahre lang beim Radio des BBC World Service im Bereich internationale Berichterstattung tätig. Anschließend arbeitete er als Korrespondent für den Fernsehsender Sistema Brasileiro de Televisão (SBT). 2011 kehrte er nach Brasilien zurück, wo er weiterhin für SBT tätig war.
Zwischen 2013 und 2014 moderierte er zusammen mit Karyn Bravo das Jornal do SBT. Ende 2020 folgte er auf den Journalisten Carlos Nascimento als Moderator des Jornal do SBT.
Seit Ende 2020 moderiert Marcelo Torres zusammen mit Márcia Dantas SBT Brasil, verbleibend bis zum 9. März 2024. Damit kehrte Marcelo als Korrespondent des Senders zurück, diesmal in Argentinien.